# دانيال جاي غالاغير
دانيال جاي غالاغير (بالإنجليزية: Daniel J. Gallagher)‏ هو محامي أمريكي، ولد في 31 أغسطس 1873، وتوفي في 23 مارس 1953.